# اسکات استیوبر
اسکات اِستیوبر (: Scott Stuber) تهیه‌کننده فیلم اهل ایالات متحده آمریکا است. وی مدتی رِئیس بخش فیلم‌سازی شرکت نتفلیکس بود.
از فیلم‌ها یا مجموعه‌های تلویزیونی که وی در آن‌ها نقش داشته است، می‌توان به یک میلیون راه برای مردن در غرب اشاره نمود.